# Madeleine Chapsal
Pour les articles homonymes, voir Chapsal.
Roberte Madeleine Georgette Chapsal, connue sous le nom de Madeleine Chapsal, née le 1er septembre 1925 dans le 16e arrondissement de Paris et morte dans la nuit du 11 mars 2024 au Pouliguen (Loire-Atlantique), est une écrivaine et journaliste française qui collabore au journal Les Échos puis au journal L'Express jusqu'en 1978.

## Biographie
Madeleine Chapsal est la petite-fille de l'homme politique Fernand Chapsal, la fille de la couturière Marcelle Chaumont, première d'atelier de la maison de couture Vionnet, et de Robert Chapsal, conseiller référendaire à la Cour des comptes. Ses parents divorcent alors qu'elle a sept ans.
Les Servan-Schreiber se réfugient pendant la Seconde Guerre mondiale à Megève, alors en zone libre, où Jean-Jacques rencontre Madeleine alors qu'elle s'y remet d'une tuberculose.
Elle se marie avec Jean-Jacques Servan-Schreiber en 1947, participe à la création de L'Express avec lui et Françoise Giroud, puis divorce en 1960 ; elle est cependant toujours restée très proche de JJSS. En 1978, elle est renvoyée de L'Express par le rédacteur en chef,.
Madeleine Chapsal participe également à l'écriture de documentaires, notamment en collaboration avec Frédéric Rossif.
Elle a été membre du jury du prix Femina entre 1981 et 2006, avant d'en être exclue pour sa critique sur l'attribution des prix littéraires, en particulier sur l’attribution du prix Femina 2005, parue dans son Journal d'hier et d’aujourd’hui. Elle y regrette que les jurys des prix littéraires récompensent les livres en fonction de liens d'amitié avec l’éditeur ou l’auteur et considère que le prix Femina privilégie Gallimard. En 2008, elle a publié Apprendre à aimer (Fayard) préfacé par Julia Kristeva.
Madeleine Chapsal a publié en 2018 ses mémoires, Souvenirs involontaires, aux éditions Fayard.
Elle épouse le 11 mai 2019 à l'âge de 93 ans Jean-Marc Vallet au Pouliguen.
Elle meurt dans la nuit du 11 au 12 mars 2024 au Pouliguen (Loire-Atlantique) à l'âge de 98 ans. Elle est inhumée au cimetière Saint-Vivien de Saintes (Charente-Maritime).

## Œuvres

### Romans et nouvelles
- 1973 : Un été sans histoire
- 1974 : Je m'amuse et je t'aime
- 1976 : Grands cris dans la nuit du couple
- 1979 : Une femme en exil
- 1980 : Un homme infidèle
- 1986 : La maison de jade
- 1987 : Adieu l'amour
- 1988 : Douleur d'août et Une saison de feuilles
- 1990 : Le retour du bonheur et Si aimée si seule
- 1991 : On attend les enfants et La chair de la robe
- 1992 : La femme abandonnée et Mère et filles
- 1993 : Suzanne et la province
- 1994 : L'Inventaire
- 1995 : Une femme heureuse
- 1996 : Le foulard bleu et Reviens Simone
- 1997 : Un été sans toi, Un bouquet de violettes, La maîtresse de mon mari et Les amoureux
- 1998 : Cet homme est marié, La mieux aimée et Défense d'aimer
- 1999 : L'Embellisseur, L'indivision et Meurtre en Thalasso
- 2000 : Dans la tempête, Divine passion, J'ai toujours raison, Jeu de femme et Nos jours heureux
- 2001 : Deux femmes en vue, La Femme sans, La Maison et Les chiffons du rêve
- 2002 : L'amour n'a pas de saison et Nos enfants si gâtés
- 2003 : La Ronde des âges
- 2005 : Un oncle à héritage et Les roses de Bagatelle
- 2006 : Le Charme des liaisons et Affaires de cœur
- 2007 : Un amour pour trois, La Femme à l'écharpe et Il vint m'ouvrir la porte
- 2008 : C'est tout un roman, Une balle près de cœur et Méfiez-vous des jeunes filles
- 2009 : Le Bonheur dans le mariage
- 2010 : A qui tu penses quand tu me fais l'amour ?
- 2011 : Deux sœurs et La Mort rôde
- 2012 : Mari et femme
- 2013 : L'Inoubliée
- 2015 : La voiture noire du désir (nouvelles)
- 2016 : Brume légère sur notre amour

### Essais
- 1960 : Vérités sur les jeunes filles et Les Écrivains en personne
- 1963 : Quinze écrivains : entretiens
- 1970 : Les professeurs pour quoi faire ?, avec Michèle Manceaux
- 1977 : La Jalousie
- 1984 : Envoyez la petite musique
- 1986 : L'Élégance des années 50
- 1989 : La chair de la robe
- 1990 : Le Retour du bonheur
- 1991 : L'Ami chien
- 1993 : Oser écrire
- 1994 : Ce que m'a appris Françoise Dolto et L'Inondation
- 1995 : Une soudaine solitude
- 1996 : La femme en moi
- 1997 : Ils l'ont tuée et Les amis sont de passage
- 1998 : Les Plus belles lettres d'amour
- 1999 : Si je vous dis le mot passion et Trous de mémoire
- 2002 : Callas l'extrême et Conversations impudiques
- 2003 : Dans mon jardin et Mes éphémères
- 2005 : Le Certain Âge
- 2007 : Apprendre à aimer
- 2010 : Madeleine Vionnet
- 2014 : Le Corps des femmes
- 2018 : Souvenirs involontaires

### Témoignages
- 2002 : Conversations impudiques, avec Édouard Servan-Schreiber
- 2004 : L'Homme de ma vie et Noces avec la vie
- 2006 : Journal d'hier et d'aujourd'hui
- 2007 : L'Exclusion
- 2008 : Journal d'hier et d'aujourd'hui II
- 2009 : Journal d'hier et d'aujourd'hui III
- 2011 : Ces voix que j'entends encore
- 2012 : David

### Livres pour enfants
- 1971 : Alphabêtes, Les Éléphants magiques, La Fleur du soleil, Le Poisson voyageur et Hop la ! dans un ciel de printemps
- 1972 : Mimichat, Nourson et Le Chien jaune
- 1973 : Un anniversaire chez les dragons
- 1978 : Attention au loup !
- 2009 : Bzzi-Bzzi vole dans la prairie

### Théâtre
- 1985 : Un flingue sous les roses
- 1989 : Quelques pas sur la terre
- 1998 : Combien de femmes pour faire un homme ? et En scène pour l'entracte

### Poésie
- 1981 : Divine passion
- 1996 : Paroles amoureuses

### Livre audio
- 1986 : La Maison de Jade, lue par l'auteure

### Documentaires
- 1961 : Le Temps du ghetto de Frédéric Rossif
- 1963 : Mourir à Madrid de Frédéric Rossif
- 1967 : Révolution d'octobre de Frédéric Rossif
- 1976 : La Fête sauvage de Frédéric Rossif
- 1991 : Les Animaux de Frédéric Rossif

## Adaptations
- 1982 : Une autre femme d'Hélène Misserly
- 1988 : La Maison de Jade de Nadine Trintignant
- 1989 : Une saison de feuilles de Serge Leroy
- 1992 : La Femme abandonnée d'Honoré de Balzac, mis en scène par Édouard Molinaro avec Charlotte Rampling
- 1996 : La Dernière fête de Pierre Granier-Deferre
- 1998 : L'Inventaire de Caroline Huppert

## Critique
Le style et les thèmes chapsaliens ont été parodiés et critiqués par Éric Naulleau et Pierre Jourde dans Le Jourde & Naulleau.

## Interview
- Madeleine Chapsal à l'heure du thé, interview par Christian Chéry, Les Lettres françaises no 984 du 27 juin-3 juillet 1963, p. 3

## Distinctions

### Décorations
Madeleine Chapsal est nommée chevalier dans l'ordre national du Mérite, promue au grade d'officier le 4 juillet 1992, au grade de commandeur le 14 mai 1998 au titre de « écrivain, journaliste », élevée à la dignité de grand officier le 14 novembre 2001 au titre de « écrivain, journaliste », puis élevée à la dignité de grand-croix de l'ordre le 13 mai 2011 au titre de « écrivaine ».
Nommée dans l'ordre national de la Légion d'honneur au titre de « journaliste, écrivain, directeur de l'académie de Saintonge » ; à 41 ans elle est faite chevalier dans l'ordre le 22 février 1995, promue ensuite au grade d'officier au titre de « écrivain » le 11 juillet 2008, faite officier de l'ordre le 6 février 2009.
Et enfin promue au grade de commandeur le 31 décembre 2019 au titre de « écrivaine ».
En juillet 2004, elle est élevée au grade de commandeur dans l'ordre des Arts et des Lettres au titre de « Écrivain »,.
- Commandeur de la Légion d'honneur (2020)
- Grand-croix de l'ordre national du Mérite (2011)
- Commandeur de l'ordre des Arts et des Lettres (2004)

### Prix
- Prix Biguet en 1985 pour Envoyez la petite musique...